# Moussa El-Gelidi
Moussa El-Gelidi (ur. 14 kwietnia 1932 w Aleksandrii, zm. 2013) – egipski bokser.
Reprezentował Egipt na Letnich Igrzyskach Olimpijskich w 1960 roku, zajmując 9. miejsce.